# B2 (classificació)

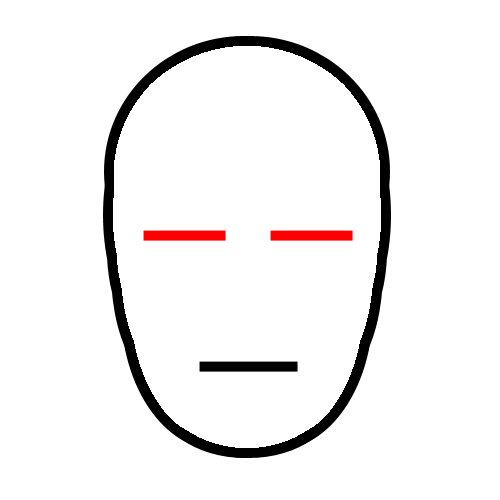
Il·lustració d'aquesta classificació.

B2 és una classificació paralímpica per a esportistes amb deficiències visuals, és a dir, persones sense el sentit de la vista. Aquesta classificació es fa servir en el futbol a cinc per a cecs. En equitació, el grau 4 és equivalent a B2. La classificació comparable en la canoa adaptada és LTA-B2. Aquesta classificació també s'ha emprat en atletisme, i esquí.
La Federació Internacional d'Esports per a Cecs (International Blind Sports Association en anglès) s'encarrega d'aquesta classificació, i la defineix com l'"habilitat per reconèixer la forma d'una mà amb una agudesa visual de 2/60 i/o camp visual de menys de 5 graus." El Comitè Paralímpic Canadenc defineix aquesta classificació com "fins a aproximadament 3-5% de visió funcional."